# Podlasie (Piastów)
Podlasie – część wsi Piastów w Polsce, położona w województwie mazowieckim, w powiecie garwolińskim, w gminie Żelechów. 
W latach 1975–1998 Podlasie administracyjnie należało do województwa siedleckiego.